# Карликовый зелёный зимородок
Карликовый зелёный зимородок (лат. Chloroceryle aenea) — птица из семейства зимородковых.

## Описание
Карликовый зелёный зимородок длиной 13 см и весом 18 г. У него короткий хвост и длинный клюв. Верхняя часть тела оливково-зелёная, нижняя часть тела оранжево-красная, середина брюха белая. У самок на груди тонкая зелёная полоса. Молодые птицы похожи на взрослых птиц, однако, у них более бледная красноватая нижняя часть тела, отсутствует полоса на груди, а по бокам и на крыльях имеются крапины.

## Распространение
Область распространения вида простирается от южной Мексики через Центральную Америку до западного Эквадора, центральной Боливии и Бразилии. Он обитает также на Тринидаде. Он живёт рядом с маленькими реками в густых лесах.

## Питание
Карликовый зелёный зимородок охотится с ветки, бросаясь с головой в воду и хватая мелких рыб и головастиков. Насекомые, которых он ловит в полёте, дополняют рацион питания.

## Размножение
Птица выкапывает горизонтальную нору длиной 40 см в обрыве берега, куче земли или иногда в термитнике. В кладке от 3-х до 4-х белых яиц.

## Подвиды
Различают два подвида. Южная номинативная форма C. a. aenea имеет два ряда белых пятен на крыльях, в то время как у северного подвида C. a. stictoptera от 3-х до 4-х рядов пятен на крыльях и, кроме того, едва видимое белое пятно на нижней стороне хвоста.